# Parafia Najświętszego Serca Pana Jezusa w Gniewkowie
Parafia Najświętszego Serca Pana Jezusa w Gniewkowie jest jedną z 11 parafii leżącej w granicach dekanatu gniewkowskiego. Parafia została erygowana 1 lipca 1969 z parafii św. Mikołaja i św. Konstancji w Gniewkowie. Kościół parafialny poewangelicki został zbudowany w stylu neogotyckim w latach 1894–1895.